# Kay Kavus

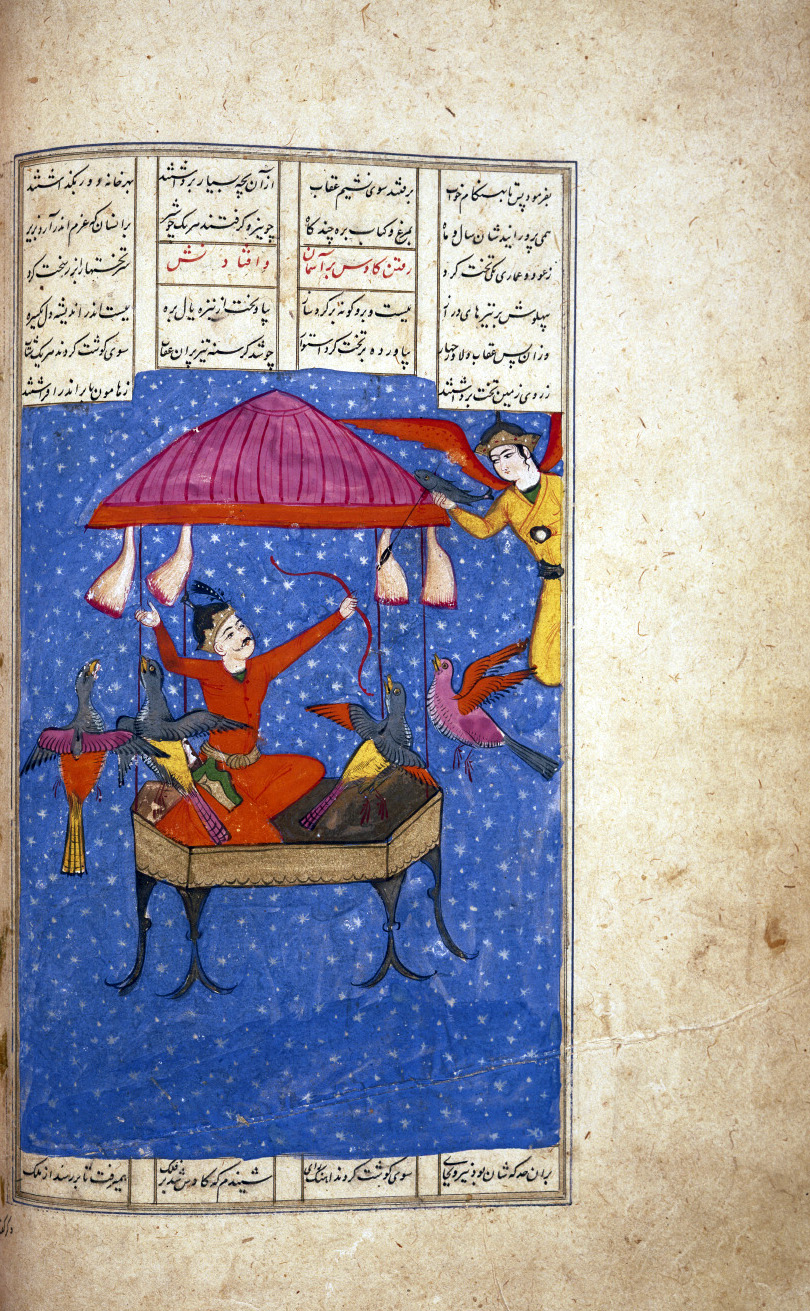
Kay Kāvus op zijn vliegende troon. Illustratie uit een Perzisch manuscript.

Kay Kavus is een Perzische sjah uit de Shahnameh van de dichter Ferdowsi uit de 10e eeuw. Hij was de zoon van Kay Qobad, echtgenoot van Sudabeh, vader van Seyavash en grootvader van Kay Khosrow. Hij voerde oorlogen met de demonen van Mazanderan en de koningen van Egypte, Barbarije en Hamaveran. Hij probeerde te vliegen en leefde honderdvijftig jaar.
Kay Qobad had vier zonen: Kay Kavus, Kay Arash, Kay Pashin en Ashkas. Nadat hij honderd jaar heeft geregeerd, neemt zijn zoon Kay Kavus de leiding over Perzië over. Als op een dag een musicus de schoonheid van het land Mazanderan prijst wil Kavus het veroveren. Maar het is een land van demonen. Zelfs Zal-Dastan, de vader van Rostam, kan hem het plan niet uit zijn hoofd praten. Kavus trekt met zijn leger naar Mazanderan en houdt kamp bij de Berg Aspruz. De volgende dag trekt legerleider Giv met duizend man Mazanderan binnen, plundert het land en ziet een prachtige stad. De koning van Mazanderan roept de Witte Demon op om het met zijn leger tegen de Perzen op te nemen. 's Nachts komt er een grote, donkere wolk, die de krijgers verblind en alle Perzische strijders worden gevangen genomen. Twaalfduizend demonen bewaken hen onder leiding van Arzhang. Arzhang brengt hen naar de koning van Mazanderan. Gelukkig weet Kavus Rostam op de hoogte te brengen. De avonturen die volgen worden de Zeven Werken (Beproevingen) van Rostam genoemd. Uiteindelijk weet Rostam zijn koning en het Perzische leger te bevrijden. De koning van Mazanderan wordt gedood en vervangen.
Als op een dag Syrië en Egypte in opstand komen zeilt Kavus met zijn leger naar Zareh. De drie legers van Egypte, Barbarije en Hamaveran sluiten tegen Kavus een verbond. Na een geweldige strijd geeft de koning van Hamaveran zich over. Kavus wil diens enige dochter, Sudabeh, huwen. Een week na het huwelijk nodigt de koning van Hamaveran Kavus uit. Sudabeh waarschuwt haar echtgenoot, maar Kavus wil niet luisteren. Tijdens het festival stuurt de koning van Hamaveran een boodschap naar Barbarije en Kavus en zijn edelen worden 's nachts gevangen genomen en naar een hoge bergtop gebracht. Sudabeh blijft haar man trouw en wordt er ook heen gebracht. Als hij hoort dat Kavus gevangen zit, valt Afrasyab, de koning van Turan, Iran binnen. Er volgen drie maanden van oorlog en vluchtelingen vragen Rostam in Zavolestan om hulp. Eerst valt Rostam de koning van Hamaveran aan, die hulp vraagt aan Egypte en Syrië. Rostam strijdt met de drie koningen. Hij neemt de koning van Arabië en Barbarije gevangen. De koning van Hamaveran is overwonnen en Kavus wordt vrijgelaten. Nu trekt het Perzische leger van driehonderdduizend man van Barbarije naar Syrië. De Perzen overwinnen de Turaniërs en Kavus kan naar Pars terugkeren. Hij roemt Rostam als 'Kampioen van de hele Wereld'.
Kavus wil op een dag vliegen. Hij laat eieren van adelaars stelen en laat de jongen in gevangenschap opgroeien. Hij laat een troon maken, die door vier adelaars de lucht in kan worden getild. Zo vliegt Kavus door de lucht tot hij in Amol landt. Het leger zoekt naar hem en brengt hem veilig terug.
Seyavash is Kavus' zoon bij een kleindochter van Garsivaz, Afrasyabs broer. Kavus' echtgenote Sudabeh probeert hem tevergeefs te verleiden en Seyavash neemt de leiding over het Perzische leger op zich tegen Afrasyab, die opnieuw de grenzen bedreigt. Seyavash sluit vrede met Afrasyab en Kavus stuurt Tus om de legerleiding over te nemen. Seyavash gaat in Turan wonen en huwt Farigis, de dochter van Afrasyab. Door Garsivaz, Afrasyabs broer, komt het tot een treffen tussen Seyavash en Afrasyab, waarbij Seyavash het leven laat. Farigis weet met haar zoon Kay Khosrow weer in Perzië te komen.
Na honderdvijftig jaar te hebben geleefd, neemt Kay Khosrow, zijn kleinzoon, de kroon van Kay Kavus over.